# Zvannoïe
Zvannoïe (en russe : Званное) est un village du selsoviet de Zvannoïe du raïon de Glouchkovo dans l'oblast de Koursk, en Russie. Sa population s'élevait à 1 649 habitants au recensement de 2021.

## Histoire
Le 16 août 2024, dans le cadre de l'incursion ukrainienne dans l'oblast de Koursk, l'armée ukrainienne détruit un important pont routier sur la rivière Seïm à l'entrée de la ville dans le but d'isoler les troupes russes situées dans le secteur.

## Géographie
Le village de Zvannoïe se situe dans l'oblast de Koursk, un oblast de la partie européenne de la Russie. Le village fait partie du raïon de Glouchkovo, avec Glouchkovo comme centre administratif. Il se trouve dans le selsoviet de Zvannoïe, une municipalité dont il est le chef-lieu.

## Démographie
Recensements (*) et estimations de la population :
| 2002 * | 2010* | 2021* | - |
| ------ | ----- | ----- | - |
| 2 172  | 1 838 | 1 649 | - |